# 刘皇后 (李茂贞)
刘皇后（877年—943年），五代时期岐王李茂貞的皇后。由於缺乏相關記載，劉皇后的娘家名字己無法稽考. 
天祐四年（907年），唐朝灭亡后，根据凤翔的军阀李茂贞因为国小兵弱，不敢称帝，依然用唐朝天祐年号，但是开岐王府，设置百官，自建宫殿，妻子称皇后，属下上书称为笺表，鞭、扇、号令都仿照皇帝。由于史料匮乏，李茂贞皇后的姓氏、生平皆无记载。现代研究者，據2001年發掘李茂貞及夫人劉氏（第六子李从曮母）合葬墓，获得的刘氏墓志推断，李从曮母劉氏即是李茂贞的皇后。
刘氏是岐州人，刘岳皇之女。李茂贞担任凤翔节度使时，其妻刘氏由秦国夫人进封为岐国夫人。劉氏是李茂貞的妾室的可能几乎没有，因為898年，李從曮已经出生，他当时应是作为正妻的刘氏所生。若是继妻，唐朝灭亡前，也已成为正妻。刘氏生下李繼曮后，还生下李繼昶、李繼昭、李繼暐和三个女儿。后晋天福三年（938年），进封秦国太夫人。五年（940年）加号秦国贤德太夫人。八年（943年）十月八日，刘氏在鳳翔府第病逝，享年六十七。研究者认为，墓志未提及刘氏曾为皇后，是为避免僭越之嫌。

## 备注
1. ↑  刘氏进封时间不详，根据进封敕书作者钱珝生平，当在900年前。